# Arabmézgafa
Az arabmézgafa (Senegalia senegal, korábban Acacia senegal) a hüvelyesek (Fabales) rendjébe, ezen belül a pillangósvirágúak (Fabaceae) családjába tartozó faj.
A Senegalia nemzetség típusfaja.

## Előfordulása
Az arabmézgafa előfordulási területe a Szubszaharai Afrika félsivatagos részei, valamint Ázsiában Omán, Pakisztán és India nyugati partvidékei.
Szudánban és Indiában nagy számban termesztik, főleg a gumiarábikum kinyeréséhez; egy-egy fa 200-300 grammot is adhat. Ezt az anyagot sok mindenre lehet használni. Az eredeti élőhelyén, az emberek táplálékként is használják, úgy maguk részére, mint a háziállataikéra is. Gyógyszerként MEDRS és nitrogénmegkötőként is hasznosított.

## Változata, alfaja
- Senegalia senegal var. samoryana (A. Chev.) Roberty - szin: Acacia senegal var. samoryana (A. Chev.) Roberty, Acacia samoryana A. Chev.
- Senegalia senegal subsp. trispinosa (Stokes) Roberty - szin: Acacia senegal subsp. trispinosa (Stokes) Roberty Acacia trispinosa Stokes

## Megjelenése
Ez a fa 5-12 méter magasra nő meg. A törzsének átmérője 30 centiméter.

## Képek

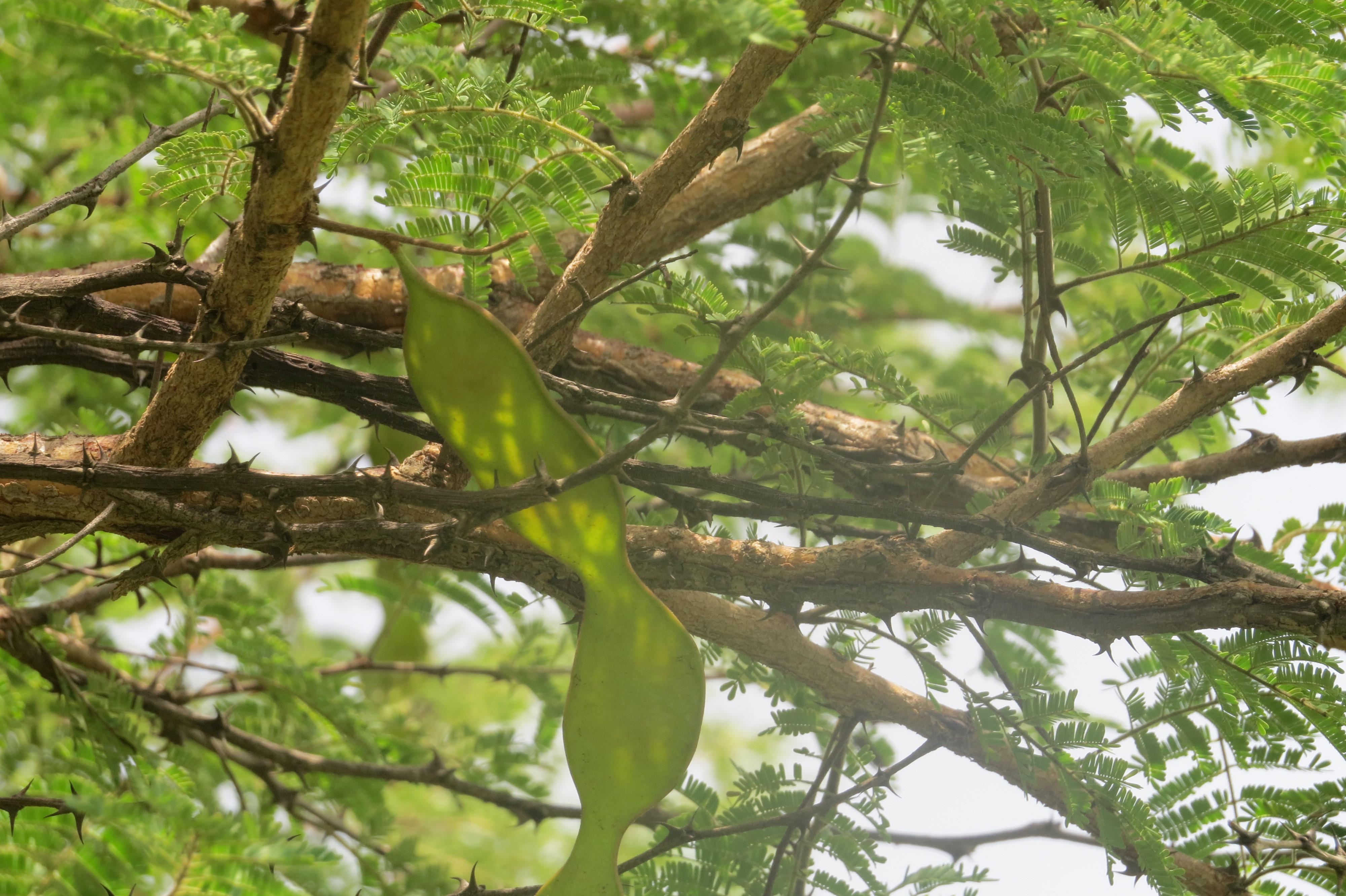
Termése és levelei
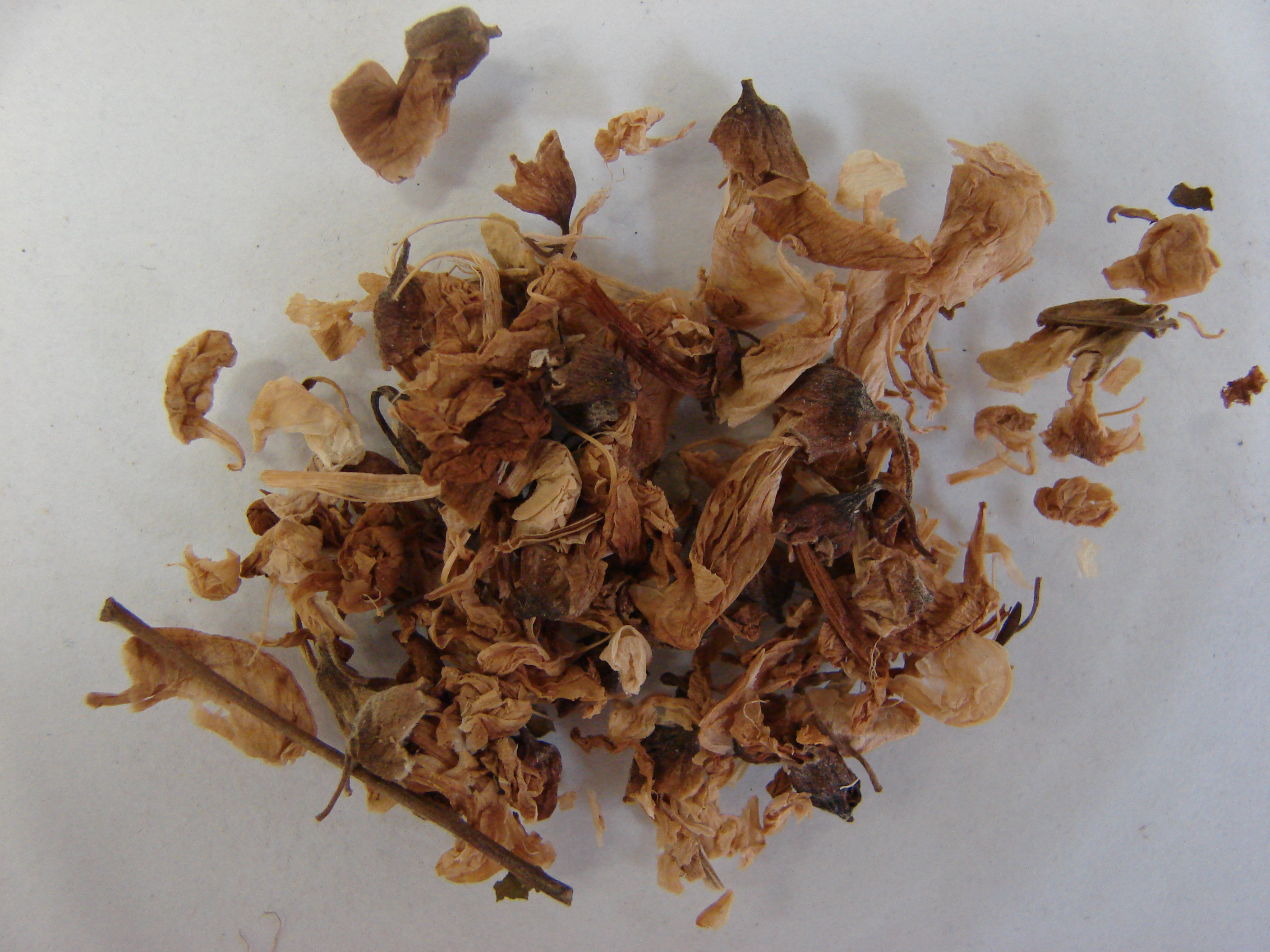
Szárított levelek
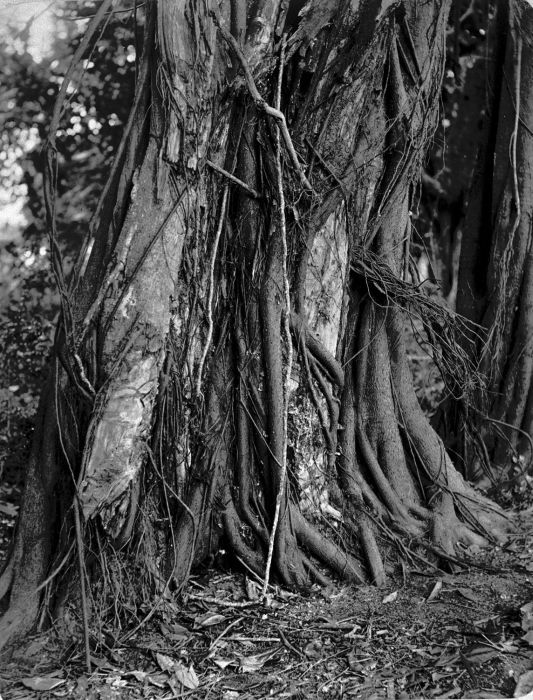
Archív kép a növényről

## Fordítás
- Ez a szócikk részben vagy egészben  a   Senegalia senegal című angol Wikipédia-szócikk ezen változatának fordításán alapul.  Az eredeti cikk szerkesztőit annak laptörténete sorolja fel. Ez a jelzés csupán a megfogalmazás eredetét és a szerzői jogokat jelzi, nem szolgál a cikkben szereplő információk forrásmegjelöléseként.